# Çuxanlı (Salyan)
Çuxanlı è un comune dell'Azerbaigian situato nel distretto di Salyan. Conta una popolazione di 1 901 abitanti.